# Patricia von Falkenstein
Pour les articles homonymes, voir Falkenstein.
Patricia von Falkenstein, née le 11 avril 1961 à Zurich (originaire de Bâle et d'Aarau), est une personnalité politique suisse, membre du Parti libéral-démocrate (PLD).
Elle est députée du canton de Bâle-Ville au Conseil national depuis novembre 2021.

## Biographie
Patricia von Falkenstein naît le 11 avril 1961 à Zurich. Originaire de Bâle et d'Aarau, dans le canton d'Argovie, elle est issue d'une famille noble et aisée. Son père est chimiste. Elle a un frère.
Sa famille déménage aux États-Unis, à Princeton, lorsqu'elle a trois ans, puis deux ans plus tard à Rome, avant de s'installer à Oberwil, dans le canton de Bâle-Campagne,.
Elle décroche en 1981 une maturité à Bâle, à l'école privée Minerva, puis fait des études de droit à l'Université de Bâle. Elle y obtient sa licence en 1987. Elle fait les stages usuels dans des études pour devenir avocate, mais se lance finalement dans de nouvelles études d'histoire de l'art, qu'elle interrompt au bout de quatre semestres. Elle fait également un stage universitaire auprès de la Société de banque suisse de 1987 à 1989,,. Elle complète sa formation par un séjour linguistique à New-York et un diplôme en gestion d'entreprise de la Haute école spécialisée du Nord-Ouest de la Suisse,.
Elle travaille d'abord comme responsable de la communication pour le salon Baselworld de 1995 à 1996, puis à partir de 1998 comme juge auprès du Tribunal pénal de Bâle pendant neuf ans.
Elle est célibataire et mère de deux enfants, conçus avec son ancien partenaire Christoph Eymann. Leur fille, Annina, est députée au Grand Conseil du canton de Bâle-Ville.
Elle habite à Gellert, dans le quartier de St. Alban de Bâle.

## Parcours politique
Ses premiers pas en politique remontent à sa rencontre avec Christoph Eymann lors de ses études de droit. Elle intègre alors en 1990 l'équipe de campagne du candidat au Conseil des États Ueli Vischer, qui n'est pas élu pour 34 petites voix d'écart face à son concurrent socialiste au second tour. Elle devient ensuite secrétaire du Parti libéral-démocrate (section bâloise du Parti libéral-radical) de 1992 à 1995.
Elle est députée à l'Assemblée constituante du canton de Bâle-Ville de 2002 à 2006, puis siège au Grand Conseil du canton de Bâle-Ville à partir d'octobre 2006. En avril 2020, elle annonce qu'elle quitte le parlement bâlois pour la fin juin.
Elle est présidente du Parti libéral-démocrate depuis mai 2013,,, après en avoir été la vice-présidente depuis 2008. Sous sa direction, son parti devient la deuxième force de droite du canton, derrière l'UDC.
En 2019, elle est candidate au Conseil national et au Conseil des États, mais ne parvient pas à décrocher un siège, même si elle termine en deuxième position de sa liste pour la Chambre basse. Elle accède au Conseil national le 29 novembre 2021 après la démission de Christoph Eymann. Elle y est membre de la Commission des affaires juridiques (CAJ). Elle est réélue en octobre 2023.

### Positionnement politique
Réputée modérée, elle est considérée comme l'une des personnalités politiques les plus influentes de son canton.

### Autres mandats
Elle exerce de nombreux mandats associatifs, dont la présidence de l'association bâloise pour la garde des enfants et celle de l'association Pro Senectute des deux Bâle,.